# Чистяков, Алексей Владимирович
Алексей Владимирович Чистяков (род. 7 апреля 1968, Ярославль) — советский и российский хоккеист, нападающий, тренер. Заслуженный тренер России.

## Биография
Воспитанник ярославского «Торпедо». Выступал за команды «Торпедо» Ярославль (1983/84 — 1985/86), СКА Хабаровск (1986/87 — 1987/88),
«Металлург» Череповец (1989/90 — 1993/94), «Коминефть» / «КомиТЭК» (Нижний Одес, 1994/95 — 1995/96), «Дизелист» Пенза (1996/97 — 1997/98), «Кристалл» / «Элемаш» Электросталь (1998/99, 2000/01 — 2001/02, 2002/03), «Витязь» Подольск (1999/2000), «Нефтяник» Альметьевск (2002/02), «Титан» Клин (2003/04 — 2005/06). В МХЛ и РХЛ провёл пять сезонов (1992/93 — 1993/94, 1996/97 — 1998/99).
Окончил Пензенский педагогический университет и Высшую школу тренеров на базе НГУ имени Лесгафта с отличием.
Главный тренер команды 1997 г. р. в «Кристалле» (2006—2007). С 2007 года по 25 мая 2023 — главный тренер женской команды «Торнадо» Дмитров, семикратный чемпион России.
В 2009—2012 годах входил в тренерский штаб женской сборной России, в 2014—2016 годах — молодёжной женской сборной. 21 июня 2016 года был назначен главным тренером национальной женской сборной.
Главный тренер женской сборной России на Универсиаде (2017, 2019) и чемпионате мира (2017, 2019). Главный тренер команды олимпийских спортсменов из России 2018.